# Риоха (Аргентина)
Риоха (шп. La Rioja) је град у Аргентини у покрајини Риоха. Према процени из 2005. у граду је живело 161.183 становника.

## Становништво
Према процени, у граду је 2005. живело 161.183 становника.
| 1980.  | 1991.   | 2001.   |
| ------ | ------- | ------- |
| 67.043 | 103.727 | 143.684 |